# تينا هاريس
تينا هاريس (بالإنجليزية: Tina Harris) هي رابر ومغنية أمريكية، ولدت في 23 أبريل 1975 في بالتيمور في الولايات المتحدة.

## وصلات خارجية
- الموقع الرسمي
- تينا هاريس على موقع ميوزك برينز (الإنجليزية)
- تينا هاريس على موقع ديسكوغز (الإنجليزية)